# 츠카모토 타카시
츠카모토 타카시(塚本 高史, 1982년 10월 27일 ~)는 일본의 배우이다. 도쿄도 출신이며, 소속사는 선뮤직 프로뎍션이다.
1996년 선뮤직 신인 탤런트 오디션 배우 부문에서 입상했으며, 1997년 드라마 《직원실》(職員室)로 데뷔했다. 2000년 첫 영화 출연작인 《배틀 로얄》로 이름을 알렸으며, 2003년 영화 《천둥이 달리는 여름》(カミナリ走ル夏)으로 첫 주연을 맡았다.
2007년에는 7살 연상 여성과 결혼했으며, 같은 해 첫 아이인 딸을 얻었다. 2008년 《감사법인》으로 드라마 첫 주연을 맡았으며, 《예스터데이즈》로 상업영화 첫 주연을 맡았다. 2009년에는 둘째 아이인 아들을 얻었다.

## 출연

### 드라마
- 1997년 《직원실》
- 2000년 《섬머스노우》
- 2002년 《키사라즈 캐츠아이》
- 2002년 《고쿠센》
- 2003년 《Stand Up!!》
- 2003년 《맨하탄 러브스토리》
- 2004년 《신이시여 조금만 더》
- 2004년 - 2005년 《와카바》
- 2005년 《타이거 앤 드래곤》
- 2006년 《결혼 못하는 남자》
- 2006년 《철판소녀 아카네》
- 2007년 《특급 다나카 3호》
- 2007년 《스무살의 연인》
- 2008년 《미래강사 메구루》
- 2008년 《감사법인》
- 2009년 《도쿄 DOGS》
- 2010년 《환야》
- 2010년 《꺾이지 않는 여자》
- 2011년 《런어웨이~사랑하는 너를 위해서~》
- 2012년 《헝그리》
- 대하드라마（NHK）
  - 2012년 《타이라노 키요모리》 - 토쿠로 역
  - 2014년 《군사 칸베에》 -　고토 마타베 역
- 2012년 《도쿄 전력 소녀》
- 2012년 《아빠는 아이돌》7,8화 - 사쿠라 텟페이(佐倉鉄平, 전남편) 역

### 영화
- 2000년 《배틀 로얄》
  - 2001년 《배틀 로얄: 특별편》
- 2001년 《우울한 청춘》
- 2003년 《우연히도 최악의 소년》
- 2003년 《로보콘》
- 2003년 《록커즈》
- 2003년 《키사라즈 캐츠아이 일본 시리즈》
- 2003년 《천둥이 달리는 여름》
- 2006년 《태양의 노래》
- 2006년 《눈물이 주룩주룩》
- 2006년 《키사라즈 캐츠아이 월드 시리즈》
- 2007년 《그때는 그에게 안부 전해줘》
- 2007년 《상하이의 밤》
- 2008년 《음으로 양으로 핀다》
- 2008년 《이키가미》
- 2008년 《예스터데이즈》
- 2009년 《울지 않아》
- 2010년 《아웃레이지》
- 2010년 《극장판 포켓몬스터 환영의 패왕 조로아크》
- 2019년 《사다코》